# Рецептивна естетика
Рецепти́вна есте́тика або Конста́нська шко́ла кри́тики (лат. receptio — сприйняття) — різновид естетичної теорії, яка зосереджується на проблемі сприймання художніх творів, їх впливу на публіку (естетика впливу). Спираючись на праці естетиків-феноменологів (Н. Гартмана, Р. Інґардена), систему положень розробили німецькі літературознавці з Констанського університету Ганс Роберт Яусс і Вольфганг Ізер в 70-х XX ст.  Це, власне, проблема читача, яка активно розроблялася і в українському літературознавстві ще в 20-ті рр ХХ ст.

### Теорія рецептивної естетики
Яусс та Ізер виходили з того, що художній світ має дві сторони: продуктивну (креативну, творчу) та рецептивну (сферу сприйняття). Вихідна теза Р.е. полягає в тому, що художній твір — не замкнута іманентна структура, а вся його багаторівнева структура зумовлена орієнтацією на реципієнта. Відповідно, вважали Яусс та Ізер, існують два роди естетичних теорій: традиційні теорії творчості (виявленої перш за все в мистецтві) та нова, ними створювана теорія сприйняття, яка ставить в центрі не автора, а його адресата. У системі «автор—твір—читач» прихильники Р.е. зміщують акценти: від естетики самовираження автора з її біографічним методом та естетики структуралізму з її методом повільного, замкнутого читання вони перейшли до вивчення читацьких реакцій, оцінок. В. Ізер висловив плідну ідею про те, що в тексті твору від самого початку закладено функції послання, у ньому міститься «імпліцитний читач», а У. Еко обґрунтував положення про відкритий характер художнього твору. Увагу було привернуто до розбіжностей між текстом і твором, до адекватності читацького сприймання та проблем інтерпретації тексту художнього твору, смислу художніх висловлювань. Такий естетико-функціональний підхід до вивчення художньої літератури давав можливість уникнути поверхового гносеологізму і вульгарного соціологізму, які довго панували у радянському літературознавстві. Проблематику адресата художнього слова, структури літературних творів по-своєму розробляв М. Бахтін, ідеї Р. є. застосовували у своїх дослідженнях російські вчені Ю. Борев, М. Гей. В Україні проблему читача в середині 60-х, спираючись на праці О. Потебні, І. Франка, О. Білецького, розробляли Б. Кубланов, Г. Сивокінь, Р. Гром'як, В. Брюховецький, М. Ігнатенко, а в історико-літературних дослідженнях на ідеї Р. є. спиралися М. Яценко, В. Смілянська, Г. Клочек та ін.
Для прихильників цього теоретичного спрямування притаманне зміщення уваги із проблем творчости та літературного твору на проблему його рецепції або, інакше кажучи, із рівня психологічної, соціологічної чи антропологічної інтерпретації творчої біографії, на рівень сприймальної свідомости. Рецептивна естетика надає привілей читачеві у парадигмі «текст/читач» і наділяє його когнітивною та афективною здатністю творити з даного тексту власний текст. Теорія рецептивної естетики будується на трьох методологічних засадах. Так, Яусс у своїй концепції поєднує три суттєво відмінні теоретичні підходи; російський формалізм, марксистську критику Т. Адорно та герменевтику Г.-Ґ. Ґадамера. Ізер продовжує та розвиває феноменологічні ідеї Р. Інґардена. Дж. Куллер спирається на семіотику структурного мовознавства, Герш — на феноменологічну герменевтику Е. Бетті, а Фіш — на постструктуралістичні твердження про нестійкість референта, значення і досвіду.

### Основні положення теорії рецептивної естетики Вольфґанґа Ізера
Вольфґанґ Ізер (*1926 - †2007) - професор англійської літератури та компаративістики Констанського університету. Основні праці: "Імпліцитний читач: зразки комунікації у прозі від Буньяна до Беккета" («Der implizite Leser Kommunnikationsformen des Romans von Bunyan bis Beckett», 1972), "Акт читання: теорія естетичної відповіди" («Der Akt des Lesens: Theorie ästhetischer Wirkung», 1976), "Лоуренс Стерн: Трістрам Шенді" (Lawrence Sterne: Tristram Shandy, 1988). В. Ізер вважає, що текст потенційно наповнений значенням, яке конкретизує рецепція читача, і саме текст встановлює для цієї рецепції певну стратегію, без якої рецепція була б досить довільною чи моносуб'єктивною (Р. Інґарден). Естетична рецепція, тобто заповнення порожніх місць у тексті (Leerstellen), семантичне декодування, структуралізація сюжету відбуваються у параметрах погоджености читача і тексту. Таке погодження веде до виникнення інтерсуб'єктивних парадигм рецепції, які уможливлюють і виправдовують соціологічне дослідження літератури та її історичну періодизацію. Немає підстав вважати теорію Ізера тільки деривативом теорії Інґардена. Німецький літературознавець запозичив в Інґардена концепції текстуальної схематизації, конкретизації, гетерономії, інтерсуб'єктивности, відмінности літературного та естетичного предметів, але він не розумів ’їх "по-інґарденівськи". На відміну від Інґардена, Ізер не уникав проблем психологізму, він наголошував на особистих нахилах "імпліцитного читача", зануреного у "протікання речення-думки (Satzdenken) літературного тексту", бо з таких нахилів, на його думку, формується інтерсуб'єктивна погодженість. Та найбільше відхід Ізера від Інґардена спостерігаємо у його трактуванні концепції "невизначености" тексту. Хоча обидва теоретики сходяться на тому, що естетичність тексту залежить від конкретизації цієї невизначености, саму ж невизначеність вони розуміють по-різному. Для Інґардена невизначеність - це текстуальна вада, яка зумовлена мовною та екзистенційною неможливістю окреслити будь-яке явище в його повній онтологічній даності. Оскільки мистецтво оперує засобами "аспектів", чи так званими перцептами, то "представлений світ" у літературному творі можна тільки частково визначити. І тому невизначеність - явище більше негативне, ніж позитивне, більше провокаційне, ніж апеляційне. Для Ізера невизначеність тексту - це результат зумисного сеґментування, щось на зразок "негативного простору" у скульптурах Генрі Мура, зумисний компонент тексту, що в процесі рецепції чекає на заповнення, і заповнившись, трансформує літературний предмет в естетичний.
Важливим для теорії літератури є твердження Ізера про значущість літературного твору. За Ізером, значущість твору породжує не сам текст, а реципієнт, який намагається зробити текст зрозумілим та перекладним. Остаточно значущість тексту визначає уява реципієнта (Einbildungkraft), яка за своєю і структурою полісемантична і здатна трансформувати текст у велику кількість значень. Саме завдяки семантичній розсіяності текст стає фікцією, яка рідко означає тільки те, що вона представляє.
Теорія літератури в усіх її можливих різновидах редукує цю розсіяність до певного значення. Ізер відрізняє інтерпретацію від рецепції. Перша, на його думку, надає уяві "семантичного визначення", а друга - відчуття естетичного предмета. Перша проходить у межах "семантичних орієнтирів" літературної теорії, а друга - у межах культурного й антропологічного контексту. Теорія Ізера набула найбільшої популярности в англомовному світі, хоча найобдарованіших послідовників має на його батьківщині .

### Поняття "горизонту сподіваного" (Erwartungshorizont) Ганса Роберта Яусса
Ганс Роберт Яусс (*1921 - †1997) - професор романістики в Констанському університеті. Основні праці: "Історія літератури як провокація для літературознавців" («Literaturgeschichte als Prövokation der Literaturwissenschaft», 1970), "Маленька апологія для естетичного досвіду" («Kleine Apologie der Äesthetischer Erfahrung», 1972), "Естетичний досвід і літературна герменевтика" («Ästhetische Erfahrung und literarische Hermeneutik», 1977). Яусс, виходячи із основних тверджень герменевтики Г.-Ґ. Ґадамера, доказав, що рецепція тексту, яка протікає у "горизонті сподіваного" (Erwartungshorizont), залежить від часового (історичного) і просторового бачення та розуміння світу. Поновлення літературної герменевтики, починаючи з 60-х років, у центр уваги методологічної рефлексії висунуло поняття, яке історико-філологічні дисципліни завжди мали своїм засновком при інтерпретації, однак не розвинули його спеціально чи бодай методологічно. Цим поняттям є поняття горизонту, оскільки він, як історичне обмеження і водночас як умова можливости досвіду, конституює кожне витворення сенсу в людських вчинках і первинному розумінні світу. На початку горизонт вказує місце душі в ступеневому порядку космосу, але наприкінці вже має на увазі спричинене горизонтом самовизначення людського досвіду про світ: "Людина вже не є більше горизонтом, а тільки має цей горизонт, який вона через рефлексію сама долаштовує до власної свідомости" (див.: доповнена свідомість).
Герменевтично порогові між замкненим горизонтом сподіваного у внутрішньосвітовому пізнанні і відкритим горизонтом поступового досвіду відповідає поріг між розумінням як упізнаванням знаного і тлумаченням наперед-даної чи одкровенної істини, з одного боку, і розумінням як пошуком або випробуванням можливого сенсу - з іншого, у першому випадку акт розуміння в тлумаченні вже без питань висуває твердження: злиття обох горизонтів - тексту та інтерпретатора - відбувається наївно, так ніби часова дистанція могла б мати за наслідок зростаючу віддаленість, а не появу відчуження. Тоді розуміння, по суті, означає ніщо інше, як переклад; і вистачає граматичної інтерпретації, що навернула б темний текст на його автентичний сенс, або ж повернула б його до алегоричного тлумачення, яке змогло б актуалізувати його для сучасного розуміння, для того щоб скасувати альтеральність минулого і знову зробити сучасною єдину, неодмінно чинну істину канонічного тексту. Проте у другому випадку впізнавання вже пізнаного більше не може гарантувати правильного розуміння. Як тільки історична свідомість почне відкривати у відстані між часами якісну різницю між минулим і теперішнім життям, посередництво між горизонтами тексту та інтерпретатора змусить відбуватися рефлективно, а ідентичність істини тексту можна буде врятувати тільки тоді, коли шукати її у зміні горизонтів історичного досвіду і усвідомлювати як поступову, завжди тільки парціальну конкретизацію смислу.
Завдяки цьому сплетінню рецепція не може бути чисто суб'єктивною конструкцією. Таке сплетіння не тільки захищає рецепцію від виходу за межі горизонту, але й забезпечує її інтерсуб'єктивний характер. Потужним стимулом рецепції є "самозадоволення у задоволенні іншої людини" (Selbstgenuss im Fremdgenuß). Таке задоволення має три відмінні, але споріднені фази: poesis''', aisthesis, catharsis. Перша фаза спричинена нашим зіткненням з літературним текстом, друга - нашим відчуттям його естетичних вартостей, а третя - нашою ідентифікацією з героями твору( порівняй ERG-theory).